# البيضاء (الأغواط)
البيضاء بلدية جزائرية تابعة إداريًا لدائرة قلتة سيدي سعد شمال ولاية الأغواط وتبعد عن مقرها ب 130 كلم وتقدر مساحتها بـ 780 كلم². يحدها من الغرب بلدية قلتة سيدي سعد ومن الجنوب بلدية سيدي بوزيد ومن الشرق بلدية الإدريسية التابعة لولاية الجلفة وشمالا بلدية عين الذهب التابعة لولاية تيارت.
يمتهن سكانها البالغ عددهم 8761 نسمة (تعداد 2008) الفلاحة وتربية المواشي.
تطل البيضاء على ضفة واد الطويل أحد روافد وادي الشلف أطول وادي في الجزائر ، يتواجد على أرض البلدية مصنع الاسمنت امودا الذي يوفر إمكانات هائلة أهلته لتصدير مادة الأسمنت الى الدول الافريقية المجاورة و الإسهام في التقليص من نسبة البطالة بالمنطقة.

### الموقع
| ولاية الجلفة | ولاية تيارت |               |
| تاجموت       | إسم ؟       | قلتة سيدي سعد |
|              | سيدي بوزيد  |               |

## المناخ
مناخ البيضاء كمناخ السهوب يتميز بتساقط مهما كانت الفترة في السنة وحسب تصنيف كوبن للمناخ فإن مناخها يصنف BSk أي مناخ شبه جاف وعلى طول السنة فإن الحرارة المتوسطة المسجلة بها هي 14.8 °C والتساقط النسبي هو 264 مم. الشهر الأكثر جفافا هو شهر يوليو بتساقط 2 مم فقط، ويكون بالمقابل شهر أكتوبر هو الشهر الأكثر تساقطا بـ 29 مم، شهر يوليو هو الشهر الأكثر حرارة بمتوسط 25.5 درجة مئوية، وبالمقابل كذلك شهر يناير هو الشهر الأكثر برودة بـ 5.8 درجة.

## الخدمات

### التعليم
يوجد ببلدية البيضاء ثانوية وحيدة و متوسطتين، أما المدارس الإبتدائية فهناك خمس مدارس ابتدائية:
- مدرسة زرداني بلقاسم
- مدرسة طرشيد بن ڨلولة
- مدرسة البشير الإبراهيمي
- مدرسة شريكي عبد القادر
- مدرسة عبد الحميد بن باديس
- بالإضافة لمدرسة بن دويفع بلقاسم [4] الواقعة بمنطقة المرارة

### الرياضة
ينشط بالبلدية فريقين هما:
- فريق مولودية البيضاء في الرابطة الجهوية لكرة القدم - ورقلة [5]
- فريق نجوم بلدية البيضاء في الرابطة الولائية لكرة القدم لولاية الأغواط [6]

فريق إتحاد بلدية البيضاء في رابطة الأغواط
```
|مسار أرشيف={{
http://www.lwf-laghouat.com/clubs/index.php?id_club=95%7C}
}
```

| موقع= الرابطة الولائية لكرة القدم - الأغواط
| تاريخ الوصول= 2023/2024